# Labyrinth (televisieprogramma)
Labyrinth was een spelprogramma op de Nederlandse omroep VARA en werd gepresenteerd door Robert ten Brink en later Peter Jan Rens. Het programma liep van 1987 tot 1991. Een aflevering duurde net geen 25 minuten.

## Doel van het spel

### Voorronde
Het spel werd gespeeld door twee teams van twee personen. De computer besliste willekeurig welk team mocht beginnen. De spelers zagen op een groot scherm een doolhof dat je het best kan vergelijken met dat van het Pac-Man-spel. In Labyrinth bestond de doolhof ook uit enkele gangen met daarin muntjes. In het midden van de doolhof was de eindbestemming.
Peter Jan Rens stelde diverse quizvragen aan de teams. Het team dat het juiste antwoord kon geven, kreeg een bepaald aantal punten. Daarnaast konden zij hun Pac-Man een aantal posities verplaatsen. Als de Pac-Man over een positie ging met een muntje, kreeg men extra punten. Bij elk gesloten poortje werd een vraag gesteld, bij een juist antwoord ging het poortje open en mocht Pac-Man verder tot het volgende poortje. De bedoeling van het spel was om zo snel mogelijk in het middenvak te geraken.
Aan het eind van de voorronde was een troostprijs voor elk lid uit het verliezende publiek beschikbaar, meestal de triltoren, of de zenuwspiraal. Het winnende publiek kreeg niks!

### Finale
De ploeg die in de voorronde de meeste punten had, ging door naar de finale.
De finale speelde zich af op een speciale, door een computer aangestuurde, blauwe vloer. Speler 1 deed speciale laarzen aan. Die laarzen gaven aan de computer door waar de speler zich op deze blauwe vloer bevond. Op de blauwe vloer was een labyrint, maar speler 1 kon dit niet zien.
Speler 2 stond aan een monitor waarop de blauwe vloer te zien was met daarop het labyrint. Ook zag hij waar speler 1 zich in dat labyrint bevond, net als de tv-kijkers. Speler 2 gaf aanwijzingen zoals: naar voor, naar achter, links omdraaien, rechts omdraaien. Zo moest hij speler 1 naar de eindplaats brengen van het labyrint en dit binnen een bepaalde tijd. De eindplaats bevond zich in het midden van het labyrint, waar de spelleider de kandidaat stond op te wachten. Wanneer speler 1 een lijn van het labyrint raakte, werden er vijf strafseconden van de tijd afgenomen. Als speler 1 binnen de tijd op de eindlocatie was, won de ploeg het eerder behaalde puntenaantal in Nederlandse guldens. In 2011 werd dit finalespel gespeeld tijdens het programma Lang leve de tv. In dit programma was de vloer echter groen in plaats van blauw.